# Club 2 de Mayo del Callao
El Club 2 de Mayo del Callao era un club de fútbol peruano, ubicado en la Provincia Constitucional del Callao, fundado en 1900.

## Historia
El Club 2 de Mayo, fue funda por alumnos, de la Gran Unidad Escolar Dos de Mayo, en el Callao.
Solía jugar encuentros con equipos provenientes de los marinos de los buques británicos. Seguidamente, el Club 2 de Mayo empezó practicando el fútbol con muchos equipos contemporáneos del Callao. Tenemos los casos de: Atlético Grau N°2, Atlético Chalaco, Alfonso Ugarte, San Martín, Sport Bolognesi, National F.B.C., Atlético Grau N°1, Libertad , Club Independencia, entre otros equipos. Posteriormente participó en torneos y campeonatos organizados por clubes del Callao o organizaciones públicas chalacas. Tenemos el caso de los Campeonatos de Fiestas Patrias que organizó la Municipalidad del Callao.
Club 2 de Mayo al igual de la mayor parte de los clubes chalacos, omitieron la invitación de integrarse a la recién formada Liga Peruana de Fútbol en 1912. Posteriormente se afilia a la Asociación Deportiva Chalaca, en la Liga Chalaca N°2, por varios años. Finalmente desistió de participar.

## Actualidad
En la actualidad, el Club 2 de Mayo no participa en los campeonatos de la Copa Perú organizado por la FPF. Sin embargo, si participa en torneos interescolares y instituciones educativas. Entre ellas, tenemos el caso del torneo organizado por el Gobierno Regional del Callao, la Copa IEFA.

## Indumentaria
Evolución Uniforme.
| Titular 1 | Titular 2 | Titular 3 | Titular 4 | Titular 5 | Titular 6 | Titular 7 |

## Amistosos
- Partidos amistosos de 1905, 1906 y 1908 con Libertad.
- Partidos amistosos de 1908, 1908 y 1909 con Sport Bolognesi.
- Partidos amistosos de 1907, 1908 con Atlético Chalaco.

## Torneos
- Campeonato de Fiestas Patrias: 1903, 1904 y 1905.
- Campeonato Municipal: 1909.
- Torneo Equipos Chalacos de 1910.
- Liga Chalaca N°2 desde 1921 al 1928.

## Enlaces
- Tema: La formación de los clubes deportivos., Capítulo 2 de La difusión del fútbol en Lima, tesis de Gerardo Álvares Escalona, Biblioteca de la Universidad Nacional Mayor de San Marcos
- Tesis Difusión del Fútbol en Lima
- Equipo Principal, Copa IEFA (enlace roto disponible en Internet Archive; véase el historial, la primera versión y la última).